# Selección de fútbol sub-20 de Japón
La Selección de fútbol sub-20 del Japón, conocida como la Selección juvenil del fútbol del Japón, es el equipo que representa al país en la Copa Mundial de Fútbol Sub-20 y en el Campeonato Juvenil de la AFC, y es controlada por la Asociación Japonesa de Fútbol.

## Palmarés
- Copa Mundial de Fútbol Sub-20: 10
  - Finalista: 1

1999
- Campeonato Juvenil de la AFC: 1
  - Finalista: 12

1973, 1994, 1998, 2000, 2002, 2006

## Estadísticas

### Mundial Sub-20
| Récord     | Récord           | Récord       | Récord       | Récord       | Récord       | Récord       | Récord       | Récord |
| Sede / Año | Resultado        | J            | G            | E1           | P            | GF           | GC           |        |
| ---------- | ---------------- | ------------ | ------------ | ------------ | ------------ | ------------ | ------------ | ------ |
| 1977       | No clasificó     | No clasificó | No clasificó | No clasificó | No clasificó | No clasificó | No clasificó |        |
| 1979       | Fase de grupos   | 3            | 0            | 2            | 1            | 1            | 2            |        |
| 1981       | No clasificó     | No clasificó | No clasificó | No clasificó | No clasificó | No clasificó | No clasificó |        |
| 1983       | No clasificó     | No clasificó | No clasificó | No clasificó | No clasificó | No clasificó | No clasificó |        |
| 1985       | No clasificó     | No clasificó | No clasificó | No clasificó | No clasificó | No clasificó | No clasificó |        |
| 1987       | No clasificó     | No clasificó | No clasificó | No clasificó | No clasificó | No clasificó | No clasificó |        |
| 1989       | No clasificó     | No clasificó | No clasificó | No clasificó | No clasificó | No clasificó | No clasificó |        |
| 1991       | No clasificó     | No clasificó | No clasificó | No clasificó | No clasificó | No clasificó | No clasificó |        |
| 1993       | No clasificó     | No clasificó | No clasificó | No clasificó | No clasificó | No clasificó | No clasificó |        |
| 1995       | Cuartos de final | 4            | 1            | 1            | 2            | 6            | 6            |        |
| 1997       | Cuartos de final | 5            | 2            | 1            | 2            | 12           | 9            |        |
| 1999       | Subcampeón       | 7            | 4            | 1            | 2            | 11           | 9            |        |
| 2001       | Fase de grupos   | 3            | 1            | 0            | 2            | 4            | 4            |        |
| 2003       | Cuartos de final | 5            | 3            | 0            | 2            | 6            | 10           |        |
| 2005       | Octavos de final | 4            | 0            | 2            | 2            | 3            | 5            |        |
| 2007       | Octavos de final | 4            | 2            | 2            | 0            | 6            | 3            |        |
| 2009       | No clasificó     | No clasificó | No clasificó | No clasificó | No clasificó | No clasificó | No clasificó |        |
| 2011       | No clasificó     | No clasificó | No clasificó | No clasificó | No clasificó | No clasificó | No clasificó |        |
| 2013       | No clasificó     | No clasificó | No clasificó | No clasificó | No clasificó | No clasificó | No clasificó |        |
| 2015       | No clasificó     | No clasificó | No clasificó | No clasificó | No clasificó | No clasificó | No clasificó |        |
| 2017       | Octavos de final | 4            | 1            | 1            | 2            | 4            | 6            |        |
| 2019       | Octavos de final | 4            | 1            | 2            | 1            | 4            | 2            |        |
| 2023       | Fase de grupos   | 3            | 1            | 0            | 2            | 3            | 4            |        |
| 2025       | Clasificado      | Clasificado  | Clasificado  | Clasificado  | Clasificado  | Clasificado  | Clasificado  |        |
| Total      | 12/23            | 43           | 15           | 12           | 16           | 57           | 56           |        |

1- Los empates incluyen partidos definidos por penales.

### Campeonato Sub-20 de la AFC
| - 1959: 3.er lugar - 1971: 3.er lugar - 1973: Finalista - 1977: 4.º lugar - 1980: 3.er lugar - 1992: 3.er lugar - 1994: Finalista - 1996: 4.º lugar - 1998: Finalista - 2000: Finalista | - 2002: Finalista - 2004: 3.er lugar - 2006: Finalista - 2008: Cuartos de final - 2010: Cuartos de final - 2012: Cuartos de final - 2014: Cuartos de final - 2016: Campeón - 2018: 3.er lugar - 2023: 3.er lugar | - 2025: 3.er lugar |